# باد در پشت من
باد در پشت من (به انگلیسی: Wind at my Back) یک مجموعه تلویزیونی کانادایی است که بین سال‌های ۱۹۹۶ تا ۲۰۰۱ از کانال سی‌بی‌سی در کانادا پخش شد. این سریال توسط کوین سالیوان تولید و ساخته شد. این سریال دارای پنج فصل و هر فصل دارای ۱۳ قسمت بود.